# Coppa Italia 2014 (pallacanestro femminile)
La Coppa Italia 2014, denominata Conad Cup 2014 per motivi di sponsorizzazione, è stata la 29ª edizione del trofeo riservato alle società del campionato italiano di Serie A1 di pallacanestro femminile. Organizzato dalla LegA Basket Femminile, è stata disputata il 15 e 16 febbraio 2014 a Ragusa.
La Lega, per il secondo anno consecutivo, ha adottato la formula della Final Four alla quale hanno preso parte le prime quattro squadre classificate in Serie A1 al termine del girone d'andata, ovvero: Famila Wüber Schio, Passalacqua Trasporti Ragusa, Gesam Gas Lucca, e Acqua&Sapone Umbertide.
Il trofeo è stato conquistato per l'ottava volta nella storia dalla Famila Wüber Schio, che nella finale ha superato la Gesam Gas Lucca.

## Risultati

### Tabellone
|  | Semifinali    | Semifinali    | Semifinali    |               |              | Finale       | Finale | Finale |  |
|  |               |               |               |               |              |              |        |        |  |
|  | Famila Schio  | Famila Schio  | 63            |               |              |              |        |        |  |
|  | Famila Schio  | Famila Schio  | 63            |               |              |              |        |        |  |
|  | Umbertide     | Umbertide     | 59            |               |              |              |        |        |  |
|  | Umbertide     | Umbertide     | 59            |               | Famila Schio | Famila Schio | 65     |        |  |
|  |               |               |               |               | Famila Schio | Famila Schio | 65     |        |  |
|  |               |               | Le Mura Lucca | Le Mura Lucca | 55           |              |        |        |  |
|  | Eirene Ragusa | Eirene Ragusa | Le Mura Lucca | Le Mura Lucca | 55           | 61           |        |        |  |
|  | Eirene Ragusa | Eirene Ragusa |               |               |              |              |        |        |  |
|  | Le Mura Lucca | Le Mura Lucca | 69            |               |              |              |        |        |  |

### Semifinali
| Arbitri: | Beniamino Manuel Attard Elena Colazzo Angela Rita Castiglione |

|          |       |               |
| Godin 14 | Punti | 18 Fontenette |

| Arbitri: | Antonio Migotto Silvia Marziali Valentina Nioi |

|             |       |           |
| Williams 27 | Punti | 22 Halman |

### Finale
| Arbitri: | Nicola Beneduce Sergio Noce Chiara Maschietto |

|                                                                                              |            |                                                                              |
| Macchi 18                                                                                    | Punti      | 17 Mahoney                                                                   |
| Reggiani, Sottana, Spreafico, Masciadri, Vandersloot, Godin, Larkins, Nadalin, Ress, Macchi. | Formazioni | Mahoney, Dotto, Giorgi, Mei, Bagnara, Crippa, Gianolla, Bona, Jones, Halman. |
| Miguel Méndez                                                                                | Allenatori | Mirco Diamanti                                                               |

## Coppa Italia di Serie A2
La LegA Basket Femminile ha organizzato inoltre la 17ª edizione della Coppa Italia di Serie A2, competizione riservata alle società del campionato italiano di Serie A2. Anche per questo trofeo è stata scelta la formula della Final Four riservata alle squadre che hanno concluso al primo posto la stagione regolare dei quattro gironi in cui è suddiviso il campionato. La Final Four è stata disputata il 29 e 30 marzo 2014 al PalaVesuvio di Napoli. Il titolo è stato conquistato dalle padrone di casa della Saces Mapei Napoli che nella finale ha superato la Vassalli 2G Vigarano.

### Risultati

#### Tabellone
|  | Semifinali         | Semifinali         | Semifinali |          |        | Finale | Finale | Finale |  |
|  |                    |                    |            |          |        |        |        |        |  |
|  | Sesto San Giovanni | Sesto San Giovanni | 57         |          |        |        |        |        |  |
|  | Sesto San Giovanni | Sesto San Giovanni | 57         |          |        |        |        |        |  |
|  | Napoli             | Napoli             | 61         |          |        |        |        |        |  |
|  | Napoli             | Napoli             | 61         |          | Napoli | Napoli | 59     |        |  |
|  |                    |                    |            |          | Napoli | Napoli | 59     |        |  |
|  |                    |                    | Vigarano   | Vigarano | 51     |        |        |        |  |
|  | Trieste            | Trieste            | Vigarano   | Vigarano | 51     | 54     |        |        |  |
|  | Trieste            | Trieste            |            |          |        |        |        |        |  |
|  | Vigarano           | Vigarano           | 68         |          |        |        |        |        |  |

## Coppa Italia di Serie A3
LegA Basket Femminile ha infine organizzato anche la 2ª edizione della Coppa Italia di Serie A3, competizione riservata alle società del campionato italiano di Serie A3. Per questo trofeo la formula prescelta è stata quella della Final Eight e si è disputata nei giorni 21, 22 e 23 marzo 2014 presso il Palazzetto dello Sport di Pessano con Bornago (in provincia di Milano). Il torneo ha visto la partecipazione delle squadre che hanno concluso ai primi due posti la stagione regolare dei quattro gironi in cui è suddiviso il campionato.
Il titolo è andato alla Confartigianato Fidi Pesaro che nella finale ha superato la Valentino Auto Santa Marinella.

### Risultati

#### Tabellone
|  | Quarti di finale        | Quarti di finale        | Quarti di finale |                 |               | Semifinali    | Semifinali | Semifinali |  |  | Finale | Finale | Finale |  |
|  |                         |                         |                  |                 |               |               |            |            |  |  |        |        |        |  |
|  | Carugate                | Carugate                | 41               |                 |               |               |            |            |  |  |        |        |        |  |
|  | Carugate                | Carugate                | 41               |                 |               |               |            |            |  |  |        |        |        |  |
|  | Pesaro                  | Pesaro                  | 43               |                 |               |               |            |            |  |  |        |        |        |  |
|  | Pesaro                  | Pesaro                  | 43               |                 | Pesaro        | Pesaro        | 61         |            |  |  |        |        |        |  |
|  |                         |                         |                  |                 | Pesaro        | Pesaro        | 61         |            |  |  |        |        |        |  |
|  |                         |                         | Costa Masnaga    | Costa Masnaga   | 48            |               |            |            |  |  |        |        |        |  |
|  | Castellammare di Stabia | Castellammare di Stabia | Costa Masnaga    | Costa Masnaga   | 48            | 52            |            |            |  |  |        |        |        |  |
|  | Castellammare di Stabia | Castellammare di Stabia |                  |                 |               |               |            |            |  |  |        |        |        |  |
|  | Costa Masnaga           | Costa Masnaga           | 57               |                 |               |               |            |            |  |  |        |        |        |  |
|  | Costa Masnaga           | Costa Masnaga           | 57               |                 | Pesaro        | Pesaro        | 52         |            |  |  |        |        |        |  |
|  |                         |                         |                  |                 |               |               |            |            |  |  |        |        |        |  |
|  |                         |                         | Santa Marinella  | Santa Marinella | 40            |               |            |            |  |  |        |        |        |  |
|  | Alpo                    | Alpo                    | Santa Marinella  | Santa Marinella | 40            | 56            |            |            |  |  |        |        |        |  |
|  | Alpo                    | Alpo                    |                  |                 |               |               |            |            |  |  |        |        |        |  |
|  | Albano-Pavona           | Albano-Pavona           | 66               |                 |               |               |            |            |  |  |        |        |        |  |
|  | Albano-Pavona           | Albano-Pavona           | 66               |                 | Albano-Pavona | Albano-Pavona | 54         |            |  |  |        |        |        |  |
|  |                         |                         |                  |                 | Albano-Pavona | Albano-Pavona | 54         |            |  |  |        |        |        |  |
|  |                         |                         | Santa Marinella  | Santa Marinella | 55            |               |            |            |  |  |        |        |        |  |
|  | Santa Marinella         | Santa Marinella         | Santa Marinella  | Santa Marinella | 55            | 49            |            |            |  |  |        |        |        |  |
|  | Santa Marinella         | Santa Marinella         |                  |                 |               |               |            |            |  |  |        |        |        |  |
|  | Castel San Pietro       | Castel San Pietro       | 48               |                 |               |               |            |            |  |  |        |        |        |  |